# Notopholia
Notopholia is een geslacht van zangvogels uit de familie  spreeuwen (Sturnidae). Het geslacht kent één soort:
- Notopholia corusca  –  Zwartbuikglansspreeuw